# Bronisław Białobłocki
Bronisław Białobłocki (ur. ok. 1861 w Ostroszynie (?) k. Mińska, zm. 14 kwietnia 1888 w Warszawie) – polski krytyk literacki i publicysta.
Pochodził z drobnoszlacheckiej rodziny kalwińskiej z okolic Mińska. W latach 1878–1882 studiował prawo w Petersburgu, uczęszczał też na wykłady w Akademii Sztuk Pięknych. W tym czasie nawiązał kontakt z organizacją Narodnaja Wola. W 1882 przeniósł się do Warszawy, gdzie związał się z grupą tzw. „krusińszczyków” (młodych socjalistów skupionych wokół Stanisława Krusińskiego). Artykuły publikował głównie w „Przeglądzie Tygodniowym” w latach 1883–1885. Zmarł na gruźlicę.
Białobłocki był jednym z pionierów krytyki socjalistycznej. Optował za twórczością solidarną z losem mas ludowych i wiodącą do uczestnictwa w walce o sprawiedliwość społeczną. Z tego punktu oceniał pisarstwo m.in. Marii Konopnickiej i Elizy Orzeszkowej oraz realistów rosyjskich. Polemizował z przeciwnikami dążeń socjalistycznych. Występował też przeciwko sztuce niezaangażowanej społecznie.

## Literatura dodatkowa
- Ludwik Krzywicki: Białobocki Bronisław. W: Polski Słownik Biograficzny. T. 2: Beyzym Jan – Brownsford Marja. Kraków: Polska Akademia Umiejętności – Skład Główny w Księgarniach Gebethnera i Wolffa, 1936, s. 12–13. Reprint: Zakład Narodowy im. Ossolińskich, Kraków 1989, ISBN 83-04-03291-0